# Dzień Wolności
Dzień Wolności (biał. Дзень Волі) – nieuznawane przez reżim Aleksandra Łukaszenki święto, przypadające 25 marca. Upamiętnia ono powstanie niepodległego państwa białoruskiego po podpisaniu traktatu brzeskiego (3 marca 1918), na mocy którego 25 marca 1918 roku oficjalnie ogłoszono powstanie niezależnego państwa Białoruskiej Republiki Ludowej. Dzień Niepodległości Białorusi obchodzony jest 25 marca nieoficjalnie przez białoruską opozycję.
Do roku 1996 oficjalne Święto Niepodległości Białorusi było obchodzone 27 lipca, dla upamiętnienia ogłoszenia przez Radę Najwyższą deklaracji suwerenności w 1990 roku. Od 1996 z inicjatywy Aleksandra Łukaszenki obchody Dnia Niepodległości obchodzone są 3 lipca, w rocznicę zajęcia Mińska przez Armię Czerwoną.
16 maja 2024 r. Komitet Śledczy Białorusi ogłosił, że wobec uczestników obchodów emigracyjnych 2024 wszczęto postępowania karne na podstawie artykułów kodeksu karnego o utworzeniu grupy ekstremistycznej i udziale w niej oraz o dyskredytacji Republiki Białorusi. Komisja Śledcza poinformowała, że posiada informacje na temat 104 osób, które uczestniczyły w obchodach Dnia Wolności w różnych miastach za granicą, a także zapowiedziała przeszukania, konfiskaty mienia i postępowanie zaoczne wobec podejrzanych.

25 marca był dniem szczególnie ważnym, tego dnia 1918 roku powstała Białoruska Republika Ludowa, nastąpiło zerwanie więzów z Rosją. To było wydarzenie epokowe, przełomowe wcześniej Białorusini o swoim państwie nie myśleli, jeżeli były jakieś ruchy polityczne na Białorusi to domagały się, marzyły o autonomii. Dzień proklamacji niepodległości Białorusi jest nie tylko dniem świętowania dla Białorusinów, dzień ten też powinien cieszyć Litwinów i Polaków, gdyż po 123 latach niepodległości państwa Rzeczypospolitej odrodziły się